# Chiton vauclusensis
Chiton vauclusensis är en blötdjursart som beskrevs av Hedley och Hull 1909. Chiton vauclusensis ingår i släktet Chiton och familjen Chitonidae. Inga underarter finns listade i Catalogue of Life.